# Jordanita paupera
Jordanita paupera là một loài bướm đêm thuộc họ Zygaenidae. Nó được tìm thấy ở Thổ Nhĩ Kỳ, Nam Kavkaz, Jordan, miền bắc Iran, Turkmenistan, Uzbekistan và Kazakhstan. miền đông, it ranges tới Amur và Hàn Quốc.
Chiều dài cánh trước là 12-12,8 mm đối với con đực và 9-10,5 mm đối với con cái. Con trưởng thành bay từ tháng 6 đến tháng 7.
Ấu trùng ăn các loài Artemisia.